# Pachytriton inexpectatus
Pachytriton inexpectatus — вид земноводних родини саламандрові ряду Хвостаті.

## Поширення
Цей вид є ендеміком  Китаю. Він зустрічається в провінціях Гуандун, Хунань, Гуансі і Гуйчжоу.